# Устенко Олександр Андрійович
Усте́нко Олекса́ндр Андрі́йович (нар. 17 жовтня 1930, м. Вінниця — 14 грудня 2023) — український вчений-економіст і політик, кандидат економічних наук, професор, академік Академії інженерних наук України, Академії економічних наук України, дійсний член Української академії економічної кібернетики, завідувач кафедри менеджменту Тернопільської академії народного господарства.

## Життєпис
Олександр Андрійович Устенко народився 17 жовтня 1930 року в м. Вінниці.
У 1954 р. закінчив Київський державний університет ім. Т. Г. Шевченка. Отримав диплом юриста. У 1962—1964 рр. навчався в аспірантурі на кафедрі політичної економії Львівського державного університету.
У 1965 р. захистив кандидатську дисертацію на тему: «Зміни характеру праці працівників промисловості».
З червня 1967 до лютого 1980 — ректор Івано-Франківського педагогічного інституту ім. В. Стефаника
З квітня 1984 — ректор, з квітня 2002 — президент, голова наглядової ради Тернопільської академії народного господарства.

## Політична діяльність
З квітня 2002 по березень 2005 — Народний депутат України 4-го скликання, обраний по виборчому округу № 164 Тернопільської області. Працював у фракції Блоку «Наша Україна». Голова підкомітету по фаховій освіті Комітету Верховної Ради України по науці та освіті.

## Наукова діяльність
Основні показники наукової діяльності. Напрямки наукових досліджень: політична економія, проблеми використання трудових ресурсів, економічні проблеми вищої освіти;
Опубліковано понад 200 праць, у тому числі 6 монографій. Автор та співавтор статей у тритомній енциклопедії України, двотомного економічного енциклопедичного словника, економічних підручників і співробітників, зокрема «Політична економія» 2002 р. видання видавництва «Дніпро», Херсон.

### Основні публікації
- Економічна енциклопедія [Текст]: у 3-х т. / редкол. : Б. Д. Гаврилишин, С. В. Мочерний, О. А. Устенко [та ін.] ; відп. ред. С. В. Мочерний. — К. : Академія, 2000. — Т. 1 : А (абандон) — К (концентрація виробництва). — 864 с.
- Економічна енциклопедія [Текст]: у 3-х т. / редкол. : Б. Д. Гаврилишин, С. В. Мочерний, О. А. Устенко [та ін.] ; відп. ред. С. В. Мочерний. — К. : Академія, 2001. — Т. 2 : К (концентрація капіталу) — П (портфельний аналіз). — 848 с.
- Економічна енциклопедія [Текст]: у 3-х т. / редкол. : Б. Д. Гаврилишин, С. В. Мочерний, О. А. Устенко [та ін.] ; відп. ред. С. В. Мочерний. — К. : Академія, 2002. — Т. 3 : П (поручництво) — Я (японський центр продуктивності). — 952 с.
- Мочерний, С. В. Короткий курс економічної теорії [Текст]: навч. посіб. / С. В. Мочерний, Л. О. Каніщенко, О. А. Устенко. — Тернопіль: Економічна думка, 2000. — 324 с.
- Мочерний, С. В. Основи економічної теорії [Текст]: навч. посіб. / С. В. Мочерний, О. А. Устенко. — Тернопіль: Астон, 2001. — 507 с.
- Мочерний, С. В. Політична економія [Текст] / С. В. Мочерний, О. А. Устенко, С. В. Фомішина. — Херсон, 2002. — 794 с.
- Основы экономической теории [Текст]: учебник / С. В. Мочерный, В. К. Симоненко, В. В. Секретарюк, А. А. Устенко ; под. общ. ред. С. В. Мочерного. — К. : Знання, 2000. — 607 с.
- Устенко, А. О. Практикум з маркетингу [Текст]: навч. посіб. / А. О. Устенко, І. М. Хвостіна. — Тернопіль: Економічна думка, 2001. — 224 с.
- Мочерний, С. Людина та закони її розвитку [Текст] / С. Мочерний, О. Устенко // Економіка України. — 2004. — № 9. — С. 14-22.
- Мочерний, С. Устенко О. Людина та закони її розвитку (закінчення) [Текст] / С. Мочерний, О. Устенко // Економіка України. — 2004. — № 10. — С. 17-26.
- Устенко, О. Реформа вищої освіти України в контексті міжнародної економічної інтеграції [Текст] / О. Устенко // Вісник Тернопільської академії народного господарства. — 2003. — № 5/2. — С. 45-50.
- Мочерний, С. Предмет економічної теорії та предмет політичної економії [Текст] / С. Устенко, О. Іщук, І. Мочерний // Вища школа. — 2003. — № 1. — С. 62-77.

## Відзнаки та нагороди
- Почесне звання «Заслужений працівник народної освіти УРСР» — за вагомий внесок у розвиток науки та підготовку висококваліфікованих спеціалістів для народного господарства присвоєно.
- Орден князя Ярослава Мудрого IV ступеня (2009)[3]
- Диплом Міністерства освіти і науки України та Академії педагогічних наук України — за наукові та освітянські досягнення.
- Золота медаль імені М. І. Туган-Барановського.
- Почесний громадянин Тернополя (2001).